# Polisportiva Libertas Martignacco 2021-2022
Questa voce raccoglie le informazioni riguardanti la Polisportiva Libertas Martignacco nelle competizioni ufficiali della stagione 2021-2022.

## Stagione
Nella stagione 2021-22 la Polisportiva Libertas Martignacco assume la denominazione sponsorizzata di Itas Ceccarelli Group Martignacco.
Partecipa per la quarta volta alla Serie A2 chiudendo il girone B della regular season di campionato al sesto posto in classifica; nei play-off promozione viene eliminata ai quarti di finale dal Mondovì.

## Organigramma
Area direttiva
- Presidente: Fulvio Bulfoni
- Vice presidente: Emanuela Coccolo

Area tecnica
- Allenatore: Marco Gazzotti
- Allenatore in seconda: Nicolas Rusalen

Area comunicazione
- Ufficio Stampa: Massimo Fontanini
- Fotografo: Giacomo Lodolo
- Speaker: Gabriele Slobbe

Area marketing
- Responsabile marketing: Valentina Romani

## Rosa
| N° | Nome             | Ruolo | Data di nascita   | Nazionalità sportiva |
| -- | ---------------- | ----- | ----------------- | -------------------- |
| 1  | Roberta Carraro  | P     | 17 novembre 1998  | Italia               |
| 4  | Dalila Modestino | C     | 4 aprile 1998     | Italia               |
| 6  | Chiara Ghibaudo  | P     | 25 dicembre 2003  | Italia               |
| 7  | Giovanna Milana  | S     | 13 giugno 1998    | Stati Uniti          |
| 10 | Aurora Rossetto  | O     | 21 gennaio 1997   | Italia               |
| 11 | Sara Cortella    | S     | 15 febbraio 2002  | Italia               |
| 12 | Giulia Pascucci  | S     | 29 settembre 1993 | Italia               |
| 13 | Monica Mazzoleni | C     | 10 dicembre 1997  | Italia               |
| 14 | Alice Barbagallo | L     | 24 aprile 1997    | Italia               |
| 15 | Aurora Zorzetto  | S     | 1º febbraio 2003  | Italia               |
| 16 | Agata Tellone    | L     | 4 gennaio 2002    | Italia               |
| 17 | Katja Eckl       | C     | 6 maggio 2003     | Italia               |

## Mercato
| Acquisti | Acquisti         | Acquisti                  | Acquisti   |
| R.       | Nome             | da                        | Modalità   |
| -------- | ---------------- | ------------------------- | ---------- |
| L        | Alice Barbagallo | Soverato                  | definitivo |
| C        | Katja Eckl       | Imoco                     | definitivo |
| P        | Chiara Ghibaudo  | Chieri '76                | definitivo |
| C        | Monica Mazzoleni | Talmassons                | definitivo |
| S        | Giovanna Milana  | Sanjuaneras de la Capital | definitivo |
| L        | Agata Tellone    | AGIL                      | definitivo |
| S        | Aurora Zorzetto  | Imoco                     | definitivo |

| Cessioni | Cessioni           | Cessioni            | Cessioni   |
| R.       | Nome               | a                   | Modalità   |
| -------- | ------------------ | ------------------- | ---------- |
| P        | Federica Braida    | Imoco               | definitivo |
| L        | Francesca Cerruto  | ?                   | ?          |
| S        | Cristina Fiorio    | Montecchio Maggiore | definitivo |
| C        | Michela Rucli      | Trentino Rosa       | definitivo |
| L        | Serena Scognamillo | Millenium Brescia   | definitivo |
| O        | Irina Smirnova     | ?                   | ?          |
| C        | Viola Tonello      | Megavolley          | definitivo |

## Risultati

### Serie A2

#### Girone di andata
| 1ª Giornata - 10 ottobre 2021 PalaRizza, Modica                           | Modica               | 0 - 3 | Libertas Martignacco | 24-26, 24-26, 25-27               |
| 2ª Giornata - 17 ottobre 2021 Palazzetto dello Sport, Cividale del Friuli | Libertas Martignacco | 1 - 3 | Talmassons           | 22-25, 27-25, 15-25, 17-25        |
| 4ª Giornata - 31 ottobre 2021 Palazzetto dello Sport, Martignacco         | Libertas Martignacco | 3 - 0 | Club Italia          | 25-17, 29-27, 25-19               |
| 5ª Giornata - 3 novembre 2021 PalaManera, Mondovì                         | Mondovì              | 3 - 2 | Libertas Martignacco | 25-19, 13-25, 20-25, 25-18, 15-11 |
| 6ª Giornata - 7 novembre 2021 Palazzetto dello Sport, Martignacco         | Libertas Martignacco | 3 - 0 | Sicilia              | 25-18, 25-22, 25-20               |
| 7ª Giornata - 14 novembre 2021 Palasport Città di Vicenza, Vicenza        | Vicenza              | 0 - 3 | Libertas Martignacco | 17-25, 19-25, 19-25               |
| 8ª Giornata - 17 novembre 2021 Palazzetto dello Sport, Martignacco        | Libertas Martignacco | 1 - 3 | Montecchio Maggiore  | 29-31, 25-17, 16-25, 20-25        |
| 9ª Giornata - 21 novembre 2021 PalaFrancescucci, Casnate con Bernate      | Alba                 | 3 - 0 | Libertas Martignacco | 25-17, 25-22, 25-14               |
| 10ª Giornata - 28 novembre 2021 Palazzetto dello Sport, Martignacco       | Libertas Martignacco | 1 - 3 | Pinerolo             | 25-22, 15-25, 12-25, 22-25        |
| 11ª Giornata - 5 dicembre 2021 PalaScoppa, Soverato                       | Soverato             | 3 - 0 | Libertas Martignacco | 25-18, 25-18, 25-22               |

#### Girone di ritorno
| 12ª Giornata - 19 dicembre 2021 Palazzetto dello Sport, Martignacco          | Libertas Martignacco | 1 - 3 | Modica               | 23-25, 23-25, 25-18, 18-25        |
| 13ª Giornata - 26 dicembre 2021 Palazzetto dello Sport, Cividale del Friuli  | Talmassons           | 3 - 2 | Libertas Martignacco | 25-22, 25-23, 14-25, 23-25, 15-9  |
| 15ª Giornata - 2 febbraio 2022 Centro Pavesi, Milano                         | Club Italia          | 1 - 3 | Libertas Martignacco | 25-22, 23-25, 14-25, 22-25        |
| 16ª Giornata - 23 gennaio 2022 Palazzetto dello Sport, Martignacco           | Libertas Martignacco | 3 - 0 | Mondovì              | 25-21, 25-22, 25-17               |
| 17ª Giornata - 30 gennaio 2022 PalaCatania, Catania                          | Sicilia              | 3 - 2 | Libertas Martignacco | 22-25, 25-21, 25-12, 20-25, 15-6  |
| 18ª Giornata - 6 febbraio 2022 Palazzetto dello Sport, Martignacco           | Libertas Martignacco | 3 - 1 | Vicenza              | 18-25, 25-12, 25-20, 25-19        |
| 19ª Giornata - 13 febbraio 2022 PalaCollodi, Montecchio Maggiore             | Montecchio Maggiore  | 3 - 2 | Libertas Martignacco | 35-33, 25-19, 29-31, 19-25, 15-12 |
| 20ª Giornata - 20 febbraio 2022 Palazzetto dello Sport, Martignacco          | Libertas Martignacco | 1 - 3 | Alba                 | 18-25, 25-14, 18-25, 20-25        |
| 21ª Giornata - 27 febbraio 2022 Palazzetto dello Sport, Villafranca Piemonte | Pinerolo             | 3 - 1 | Libertas Martignacco | 25-10, 25-19, 25-27, 25-19        |
| 22ª Giornata - 6 marzo 2022 Palazzetto dello Sport, Martignacco              | Libertas Martignacco | 3 - 1 | Soverato             | 25-21, 25-23, 8-25, 25-21         |

#### Play-off promozione
| Ottavi di finale (gara 1) - 20 marzo 2022 Palazzetto dello Sport, San Giovanni in Marignano | Adolfo Consolini     | 3 - 1 | Libertas Martignacco | 25-12, 25-12, 21-25, 27-25        |
| Ottavi di finale (gara 2) - 23 marzo 2022 Palazzetto dello Sport, Martignacco               | Libertas Martignacco | 3 - 1 | Adolfo Consolini     | 19-25, 25-20, 25-21, 25-18        |
| Ottavi di finale (gara 3) - 27 marzo 2022 Palazzetto dello Sport, San Giovanni in Marignano | Adolfo Consolini     | 1 - 3 | Libertas Martignacco | 22-25, 25-22, 21-25, 26-28        |
| Quarti di finale (gara 1) - 3 aprile 2022 PalaManera, Mondovì                               | Mondovì              | 2 - 3 | Libertas Martignacco | 20-25, 19-25, 25-21, 26-24, 11-15 |
| Quarti di finale (gara 2) - 10 aprile 2022 Palazzetto dello Sport, Martignacco              | Libertas Martignacco | 1 - 3 | Mondovì              | 18-25, 21-25, 26-24, 27-29        |
| Quarti di finale (gara 3) - 14 aprile 2022 PalaManera, Mondovì                              | Mondovì              | 3 - 1 | Libertas Martignacco | 17-25, 25-20, 25-20, 25-23        |

## Statistiche

### Statistiche di squadra
| Competizione | Punti | In casa | In casa | In casa | In trasferta | In trasferta | In trasferta | Totale | Totale | Totale |
| Competizione | Punti | G       | V       | P       | G            | V            | P            | G      | V      | P      |
| ------------ | ----- | ------- | ------- | ------- | ------------ | ------------ | ------------ | ------ | ------ | ------ |
| Serie A2     | 28    | 12      | 6       | 6       | 14           | 5            | 9            | 26     | 11     | 15     |
| Totale       | -     | 12      | 6       | 6       | 14           | 5            | 9            | 26     | 11     | 15     |

G = partite giocate; V = partite vinte; P = partite perse 

### Statistiche dei giocatori
| Giocatore     | Serie A2 | Serie A2 | Serie A2 | Serie A2 | Serie A2 | Totale | Totale | Totale | Totale | Totale |
| Giocatore     | P        | PT       | AV       | MV       | BV       | P      | PT     | AV     | MV     | BV     |
| ------------- | -------- | -------- | -------- | -------- | -------- | ------ | ------ | ------ | ------ | ------ |
| A. Barbagallo | 17       | 0        | 0        | 0        | 0        | 17     | 0      | 0      | 0      | 0      |
| R. Carraro    | 17       | 28       | 10       | 10       | 8        | 17     | 28     | 10     | 10     | 8      |
| S. Cortella   | 26       | 203      | 162      | 14       | 27       | 26     | 203    | 162    | 14     | 27     |
| K. Eckl       | 24       | 116      | 55       | 50       | 11       | 24     | 116    | 55     | 50     | 11     |
| C. Ghibaudo   | 25       | 37       | 15       | 11       | 11       | 25     | 37     | 15     | 11     | 11     |
| M. Mazzoleni  | 25       | 207      | 132      | 69       | 6        | 25     | 207    | 132    | 69     | 6      |
| G. Milana     | 22       | 327      | 300      | 14       | 13       | 22     | 327    | 300    | 14     | 13     |
| D. Modestino  | 24       | 184      | 123      | 49       | 12       | 24     | 184    | 123    | 49     | 12     |
| G. Pascucci   | 24       | 163      | 140      | 12       | 11       | 24     | 163    | 140    | 12     | 11     |
| A. Rossetto   | 26       | 332      | 280      | 37       | 15       | 26     | 332    | 280    | 37     | 15     |
| A. Tellone    | 22       | 14       | 14       | 0        | 0        | 22     | 14     | 14     | 0      | 0      |
| A. Zorzetto   | 18       | 21       | 19       | 0        | 2        | 18     | 21     | 19     | 0      | 2      |

P = presenze; PT = punti totali; AV = attacchi vincenti; MV = muri vincenti; BV = battute vincenti